# ژیروسکوپ

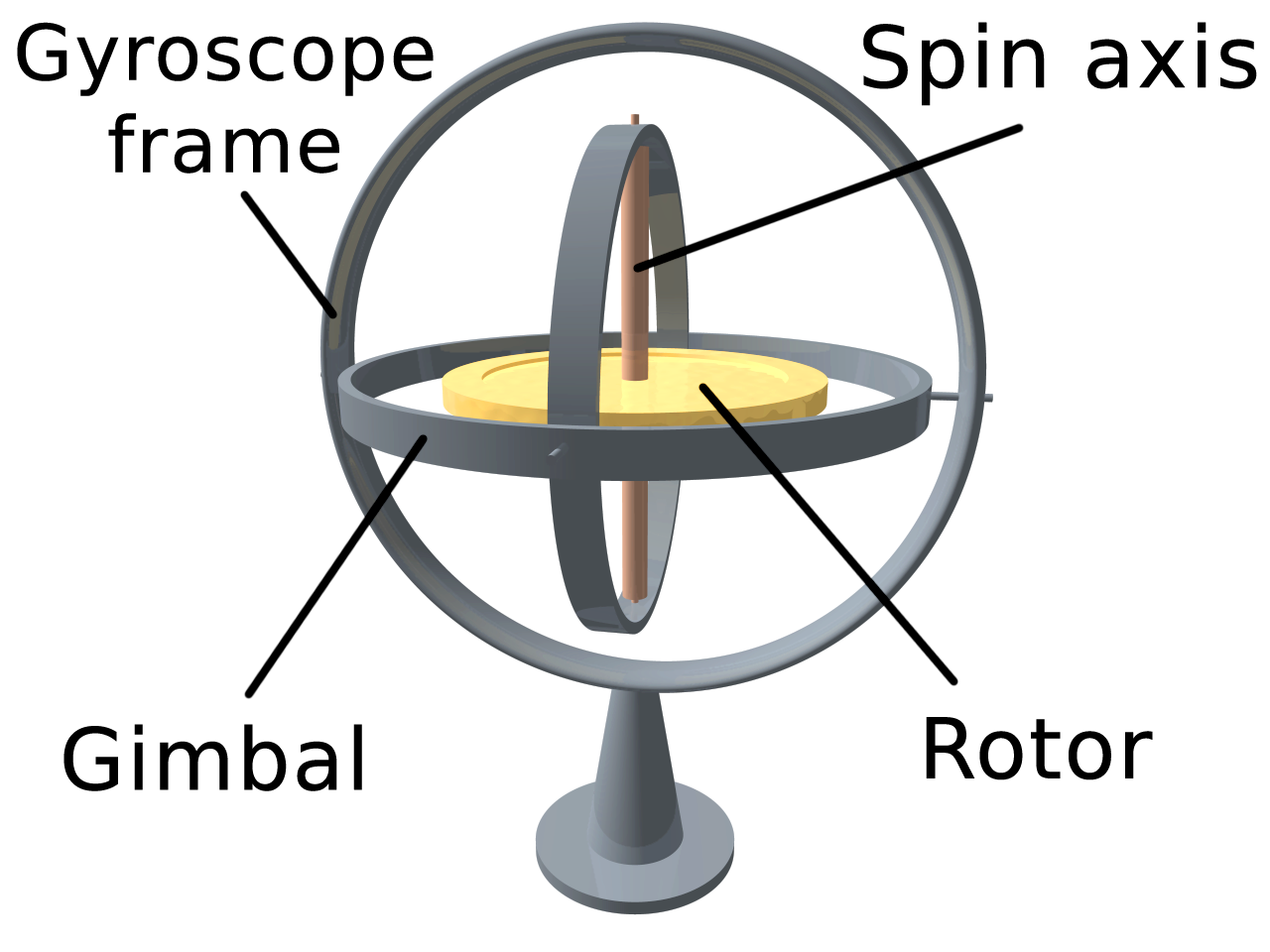
ژیروسکوپ

ژیروسکوپ (به انگلیسی: Gyroscope) چرخ چرخنده و پُرسرعتی است که وزن آن بر محور حلقهٔ بیرونی متمرکز است و می‌تواند آزادانه عمود بر صفحهٔ دَوَران در یک یا چند راستا بچرخد.
ژیروسکوپ وسیله‌ای برای اندازه‌گیری یا حفظ جهت می‌باشد که از اصل بقای تکانهٔ زاویه‌ای استفاده می‌کند. یک ژیروسکوپ مکانیکی همیشه یک چرخ یا دیسک چرخنده با محور آزاد دارد که می‌تواند در هر جهتی قرار گیرد. رفتار یک ژیروسکوپ مکانیکی نشان دهندهٔ پایستگی ویژگی‌های تکانهٔ زاویه‌ای (مقدار انرژی جنبشی و جهت آن به عنوان یک مقدار برداری) است. تغییر این جهت‌گیری بر اثر گشتاور خارجی بسیار ناچیز است. این به دلیل همان زاویه‌ای بزرگ خود به همراه نرخ زیاد چرخش آن است. چون گشتاور خارجی توسط نگاه داشتن وسیله در یک حلقه کمینه می‌شود جهت آن تقریباً ثابت می‌ماند، صرف نظر از اینکه سطحی که وسیله روی آن قرار گرفته چقدر حرکت می‌کند. ژیروسکوپ‌های با فناوری حالت جامد هم وجود دارند مانند ژیروسکوپ‌های حلقهٔ لیزری، ژیروسکوپ‌های فیبر نوری و پیزوالکتریک.
کاربردهای ژیروسکوپ شامل هدایت، زمانی که قطب‌های مغناطیسی کار نمی‌کنند (مانند موقعیت تلسکوپ هابل) یا به اندازهٔ کافی دقیق نیستند (مثل ICBM) یا برای پایدارسازی ماشین‌های پرنده مثل هلیکوپترهای هدایت شونده از راه دور یا پَهپادها می‌باشد. به دلیل دقت بالاتر، ژیروسکوپ‌ها همچنین در حفظ جهت در معدن کاری تونل‌ها هم به کار می‌روند.
در تلفن‌های همراه نیز ژیروسکوپ کاربرد دارد وتحت عنوان چرخش خودکارصفحه (screen rotation) می‌توان آن را فعال کرد
حسگر ژیروسکوپ در تلفن‌های همراه را ممکن است با حسگر شتاب‌سنج یکسان بدانند اما در حقیقت کار این دو با هم تفاوت دارد. حسگر شتاب سنج ماهیت الکتریکی دارد اما حسگر ژیروسکوپ بر پایه مکانیک می‌باشد. این حسگر به وسیلهٔ چرخش دو حلقه و چگونگی قرارگیری و حرکت آن‌ها قابلیت تشخیص چرخش را ایجاد می‌کند.

## توصیف و نمودار

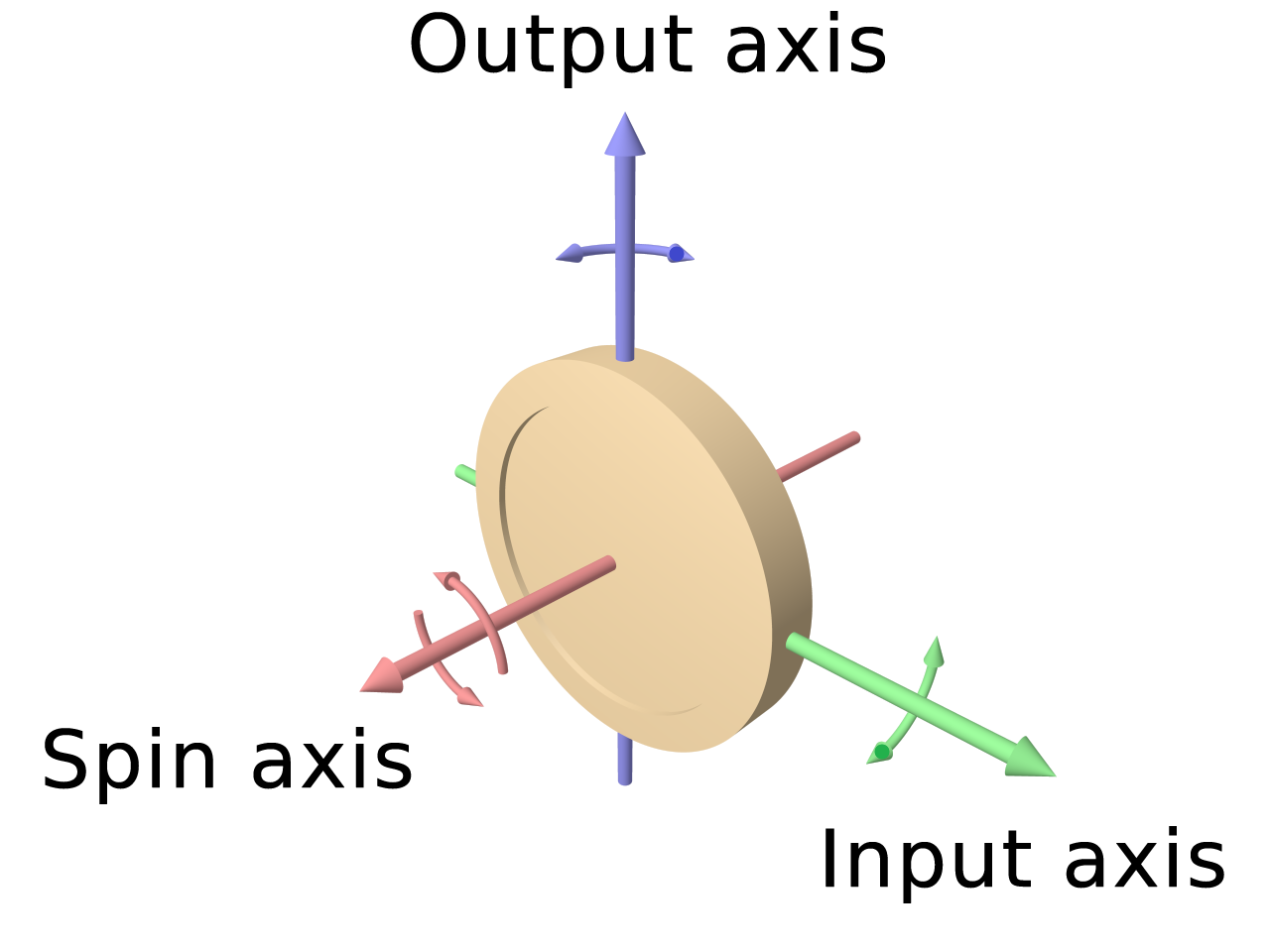
دیاگرام یک چرخ ژیروسکوپ. عکس العمل نیروها در راستای محور خروجی با رنگ آبی نشان داده شده‌است.

در وسایل و سامانه‌های مکانیکی یک ژیروسکوپ معمولی دارای ساختاری شامل یک روتور که برای چرخیدن به یک محور متصل شده‌است، ژورنال‌های روتور بر روی یک حلقه یا حلقه داخلی نصب شده، و حلقه داخلی برای نوسان بر روی یک حلقه خارجی که خود برای نوسان نسبت به یک تکیه‌گاه وصل شده‌است نصب شده‌است. حلقه یا حلقه خارجی همچنین برای لولا بودن به دور یک محور که بر روی صفحهٔ خودش که توسط تکیه‌گاه مشخص می‌شود نصب می‌گردد. حلقه خارجی یک درجه آزادی چرخش دارد و محورش هم هیچ آزادی ندارد. حلقه داخلی به‌طوری بر روی حلقه خارجی نصب می‌شود که بر روی یک محور در صفحه خودش که همیشه بر محور حلقه خارجی عمود است لولا می‌شود.

تصویری متحرک از یک ژیروسکوپ

محور چرخ دوار محور چرخش را تعریف می‌کند. حلقه داخلی دو درجه آزادی چرخش دارد و محورش هم یک درجه آزادی دارد. روتور برای چرخش به محوری متصل است که همیشه به محور حلقه داخلی عمود است؛ بنابراین روتور سه درجه آزادی چرخش دارد و محورش هم دو درجه دارد. چرخ به نیروی وارد بر محور ورودی با نیروی عکس‌العمل به محور خروجی پاسخ می‌دهد.
رفتار یک ژیروسکوپ می‌تواند به سادگی با توجه به رفتار چرخ جلوی دوچرخه درک می‌شود. اگر چرخ از محور عمود به سمت چپ متمایل شود لبه جلوی چرخ هم به سمت چپ می‌چرخد. به عبارت دیگر چرخش بر روی یک مورد چرخ چرخان، چرخش در محور سوم را موجب می‌شود.
یک flywheel ژیروسکوپ می‌چرخد یا مقاومت می‌کند بسته به اینکه حلقه خارجی در ساختار آزاد یا بسته باشد. مثال‌های از وسایل با حلقه خارجی آزاد می‌تواند ژیروسکوپ‌های با مرجع جهت(attitude reference gyroscope) باشند که برای اندازه‌گیری زاویه در راستای سه محور مختصات (غلت و تاب و انحراف سمت) در یک فضاپیما یا هواپیما مورد استفاده قرار می‌گیرند.
مرکز جرم چرخانه می‌تواند در یک موقعیت ثابت باشد. چرخانه به صورت هم‌زمان توانایی چرخش به حول یک محور و نیز ارتعاش به حول دو محور دیگر را داراست و بنابراین به جز مقاومت ذاتی اش به دلیل اسپین روتور می‌تواند به‌طور آزادانه در هر جهتی به حول نقطهٔ ثابت بچرخد.
برخی ژیروسکوپ‌ها جایگزین‌های مکانیکی برای یک یا چند عنصر به کار رفته در این ساختار دارند. برای مثال روتور می‌تواند در یک سیال معلق شود به جای اینکه به صورت لولا به یک حلقه نصب شود. یک ژیروسکوپ کنترل گشتاور (CMG) مثالی از یک وسیله با حلقه خارجی ثابت است که بر روی هواپیما با هدف تأمین یا نگهداری یک زاویهٔ وضعیت مناسب یا جهت را با استفاده از نیروی مقاومت ژیروسکوپ استفاده می‌کند.
در برخی انواع خاص حلقه خارجی یا معادلش می‌تواند حذف شود تا چرخانه تنها دو درجه آزادی داشته باشد. در برخی انواع مرکز جرم می‌تواند از محور نوسان فاصله داشته باشد و بنابراین مرکز جرم و مرکز تعلیق ممکن است یکی نباشد.

## تاریخچه

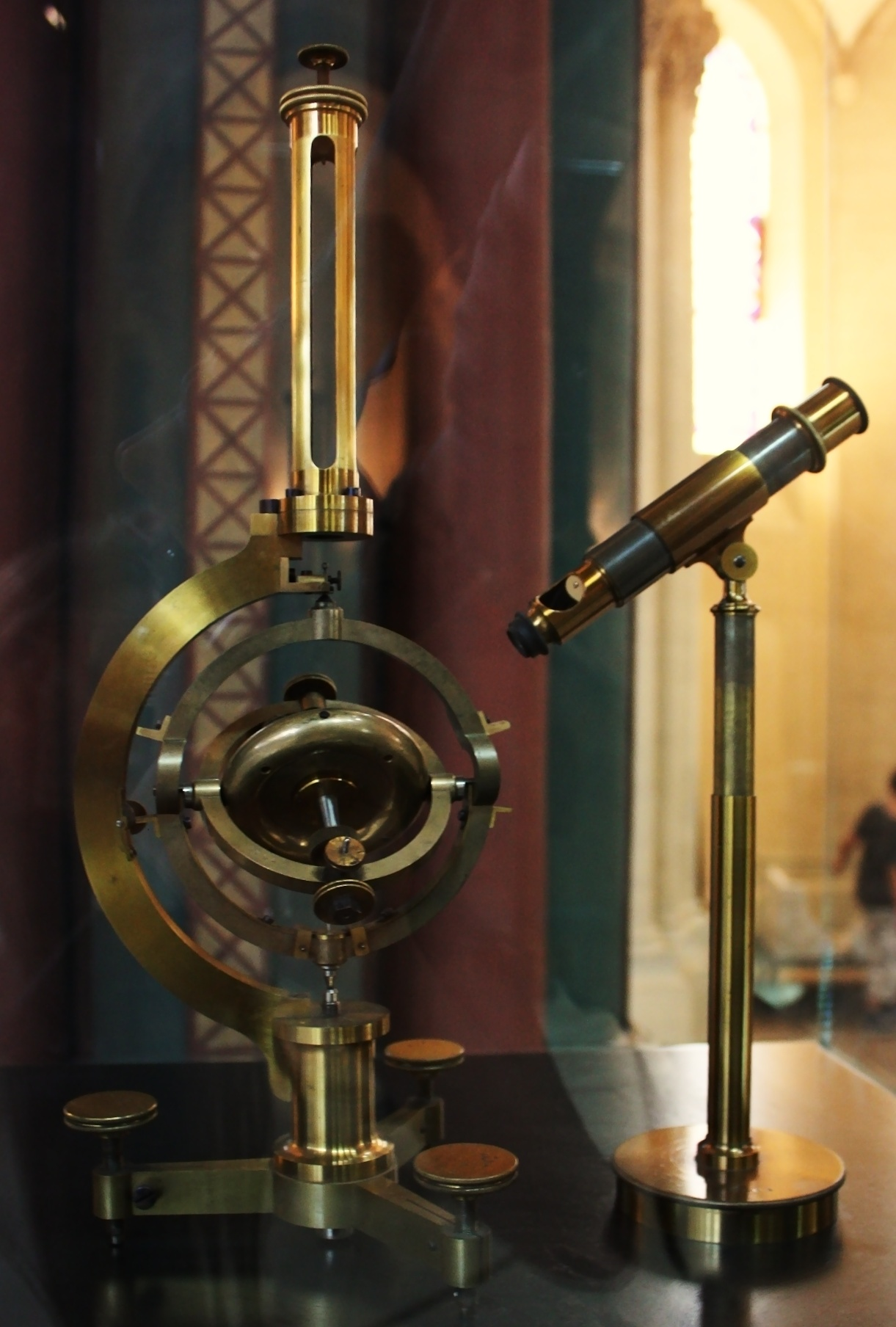
ژیروسکوپ ساخته شده توسط لئون فوکو و ساخته شده توسط Dumoulin-Froment در سال ۱۸۵۲. موزه ملی هنرها پاریس.

اولین ژیروسکوپ شناخته شده توسط یک آلمانی به نام یوهان بوهننبرگر که اولین بار در سال ۱۸۱۷ درباره‌اش نوشت ساخته شده‌است. در ابتدا او آن را «ماشین» نامید. ژیروسکوپ بوهننبرگر بر اساس یک کرهٔ بزرگ چرخنده ساخته شد. در سال ۱۸۳۲ والتر جانسون آمریکایی ژیروسکوپی ساخت که براساس دیسک چرخنده کار می‌کرد. ریاضیدان فرانسوی پیر لاپلاس زمانی که در دانشگاه اکول پلی‌تکنیک کار می‌کرد این ماشین را به عنوان ابزار کمک آموزشی پیشنهاد کرد و به این شکل این وسیله در معرض توجه لئون فوکو قرار گرفت. در سال ۱۸۵۲ فوکو که پس از انجام آزمایش آونگ در حال انجام یک آزمایش دیگر برای دیدن چرخش زمین بود از این وسیله استفاده کرد و به آن نام جدید خود (یعنی ژیروسکوپ؛ ژیرو: چرخش / اسکوپ: دیدن) را داد.
اگرچه این آزمایش به دلیل وجود اصطکاک ناموفق بود. در واقع اصطکاک زمان هر دور را به ۸ تا ۱۰ دقیقه محدود می‌کرد که زمان بسیار کوتاهی برای مشاهدهٔ یک حرکت قابل توجه بود.
در سال‌های دهه ۱۹۶۰ موتورهای الکتریکی این مفهوم را امکان‌پذیر کردند و این به ساخته شدن اولین نمونه‌های قطب‌نماهای ژیروسکوپی انجامید. اولین قطب‌نمای ژیروسکوپی در سال ۱۹۰۸ توسط مخترع آلمانی HermannAnschutz-Kaempfe معرفی شد. کمی بعد در همان سالElmer Sperry آمریکایی طراحی خود را ادامه داد و به زودی ملت‌های دیگر هم اهمیت نظامی این اختراع را دریافتند، (در زمانی که قدرت دریایی مهم‌ترین ابزار سنجش قدرت نظامی بود) و صنایع ژیروسکوپ خود را ساختند. شرکت Sperry Gyroscope به زودی فعالیت خود را به ساخت پایدارکنندهای هواپیماها و کشتی‌ها هم توسعه داد و سایر سازندگان ژیروسکوپ هم به این کار پرداختند. در سال ۱۹۱۷ شرکت Chandler Company of Indianapolis در ایندیانا «ژیروسکوپ Chandler» را به عنوان یک اسباب بازی با یک محور و یک بند تولید کرد. این وسیله تا امروز تولیدش ادامه پیدا کرده‌است و به عنوان یک اسباب بازی کلاسیک آمریکایی شناخته می‌شود.
ژیروسکوپ‌های MEMS ایده پاندول‌های Foucault را گرفته و از یک عنصر ارتعاش دهنده به نامMicro Electro Mechanical System استفاده می‌کنند. ژیروسکوپ‌های بر پایهٔ MEMS اولین بار توسط System Donner Inertial SDI به‌طور عملی و قابل تولید ساخته شد. امروزه SDI یک تولیدکنندهٔ بزرگ ژیروسکوپ‌های MEMS است.
در اولین دهه‌های قرن بیستم، سایر مخترعان به صورت ناموفق تلاش کردند که از ژیروسکوپ به عنوان پایه‌ای برای جعبه سیاه سیستم‌های ترابری به وسیلهٔ ساختن یک پایهٔ پایدار که بر اساس آن اندازه‌گیری دقیق شتاب امکان‌پذیر باشد (به منظور رفع نیاز برای رویت ستارگان برای محاسبهٔ موقعیت) استفاده کنند. اصول مشابهی بعداً در ساخت سیستم‌های inertial guidance برای موشک‌های بالستیک مورد استفاده قرار گرفت.

## ویژگی‌ها

یک ژیروسکوپ در حال کار که هر سه محور آن آزاد هستند. روتور جهت محور چرخش خود را صرف نظر از جهتگیری فریم خارجی حفظ می‌کند.

یک ژیروسکوپ رفتارهایی از جمله حرکت تقدیمی و رقص محوری (به انگلیسی: nutation) را نشان می‌دهد. ژیروسکوپ‌ها می‌توانند در ساخت قطب‌نماهای ژیروسکوپ که کامل‌کننده یا جایگزینی برای قطب‌نماهای مغناطیسی در کشتی‌ها، هواپیماها، فضاپیماها و کلاً وسایل حمل و نقل، برای کمک به پایداری در کشتی‌ها، تلوسکوپ فضایی هابل دوچرخه‌ها و موتورها یا به عنوان بخشی از یک سیستم inertial guidance مورد استفاده قرار گیرد.
اثرات ژیروسکوپ‌ها در بومرنگها و یویوها مورد استفاده قرار می‌گیرد. بسیاری از وسایل چرخندهٔ دیگر مثل چرخ طیار (به انگلیسی: flywheel) هم رفتار ژیروسکوپی دارند اگرچه خاصیت ژیروسکوپ آن‌ها مورد استفاده قرار نمی‌گیرند.
معادله اساسی که رفتار یک ژیروسکوپ را توصیف می‌کند به صورت زیر است:
{\displaystyle {\boldsymbol {\tau }}={{d\mathbf {L} } \over {dt}}={{d(I{\boldsymbol {\omega }})} \over {dt}}=I{\boldsymbol {\alpha }}}
که در آن τ,Lبه ترتیب ممنتوم زاویه‌ای و گشتاور ژیروسکوپ، I ممان اینرسی، بردار ωسرعت زاویه‌ای و αشتاب زاویه‌ای آن است.
از این رابطه نتیجه می‌شود که گشتاورτ که عمود بر محور چرخش و بنابراین عمود بر L وارد شود منجر به چرخشی در راستای محوری عمود بر τو Lمی‌شود. این حرکت precession نام دارد. سرعت زاویه‌ای ΩP هم توسط ضرب خارجی زیر داده می‌شود:
{\displaystyle {\boldsymbol {\tau }}={\boldsymbol {\Omega }}_{\mathrm {P} }\times \mathbf {L} .}

Precession on a gyroscope

Precession را می‌توان با قرار دادن یک ژیروسکوپ چرخان به‌طوری‌که در یک طرف است بسته شده باشد و طرف دیگرش تقریباً آزاد باشد و محورش (بدون اصطکاک به طرف precession) بچرخد نشان داد. در این حالت ژیروسکوپ به نظر می‌رسد که بر جاذبه غلبه می‌کند و محورش افقی باقی می‌ماند. زمانی که یک طرف محور آزاد و بی تکیه‌گاه است و طرف دیگرش به آرامی دایره‌ای را در صفحه‌ای موازی افقی می‌پماید. این پدیده با معادله بالا توضیح داده می‌شود.
گشتاور وارد بر ژیروسکوپ از دو منبع تأمین می‌شود. نیروی جاذبه که به‌طور عمود به سمت پایین بر مرکز جرم وارد می‌شود و یک نیروی مساوی به طرف بالا که به طرف تکیه‌گاه وسیله وارد می‌شود. چرخش ناشی از این گشتاور به سمت پایین نیست تا به‌طوری‌که احتمالاً مورد انتظار است وسیله به زمین بخورد، در واقع بر آیند اینها عمود بر هر دو گشتاور جاذبه‌ای (افقی و عمود بر محور چرخش) و محور چرخش (افقی و به سمت بالا از محل تکیه گاه) یعنی یه دور یک محور عمودی خواهد بود که موجب می‌شود وسیله به آرامی حول نقطهٔ تکیه گاهش بچرخد. تحت یک اندازهٔ گشتاور ثابت τ سرعت تغییر جهت، ΩP به صورت معکوس با L متناسب است و نیز با اندازهٔ ممان زاویه‌ای آن:
{\displaystyle \tau ={\mathit {\Omega }}_{\mathrm {P} }L\sin \theta \!}
که در آن θزاویهٔ بین بردارهای Lو ΩP است؛ بنابراین اگر سرعت چرخش ژیروسکوپ کاهش یابد (برای مثال به دلیل اصطکاک) ممان زاویه‌ای آن کاهش پیدا می‌کند و در نتیجهٔ آن نرخ Precession آن افزایش پیدا می‌کند. این تا زمانی که وسیله دیگر قادر به سریع پیچیدن برای حمل وزن خود نیست، زمانی که Precession آن تمام شد و از تکیه گاهش می‌افتد که این اتفاق بیشتر به دلیل این است که اصطکاک مقابل Precession موجب Precession دیگری می‌شود که باعث افتادن وسیله‌است.
به صورت معمول این سه بردار گشتاور، چرخش و Precession همگی نسبت به همدیگر با توجه به قانون دست راست جهت‌گیری شده‌اند. برای تعیین راحت جهت اثر ژیروسکوپ به سادگی به خاطر داشته باشید که یک چرخ در حال چرخش وقتی که به گوشه می‌رود به طرف داخل به چرخش در می‌آید.

## پدیده تقدم در ژیروسکوپ
- زمانی که ژیروسکوپ تحت‌تأثیر نیروهای خارجی یا چرخش حول یک محور خاص قرار می‌گیرد، از تقدم (حرکت تقدیمی) برای تعیین جهت‌گیری استفاده می‌شود.
- تقدم زمانی رخ می‌دهد که بخش در حال چرخش روی یک محور، گشتاور خارجی عمود بر محور چرخشی را تجربه کند.
- گشتاور اعمال‌شده در جهت مخالف با استفاده از یک موتور یا ماشین دیگر، می‌تواند حرکت تقدیمی را متوقف و جهت را حفظ کند.
- دو ژیروسکوپ که عمود بر یکدیگر قرار گرفته‌اند نیز می‌توانند مانع حرکت تقدیمی شوند.
- برای محاسبه نرخ چرخش می‌توان از ضربه گشتاور مخالف در فواصل منظم استفاده کرد.

## تعریف ژیروستات
ژیروستات (Gyrostat) دستگاهی مکانیکی است که شامل یک ژیروسکوپ درون یک محفظه ثابت است. این دستگاه به‌طور خاص برای مطالعه رفتارهای دینامیکی سیستم‌ها تحت تأثیر نیروهای خارجی استفاده می‌شود.

## اصول کار ژیروستات
ژیروستات بر اساس اصول حرکت چرخشی و اینرسی زاویه‌ای عمل می‌کند. 

### اینرسی زاویه‌ای (Angular Momentum)
ژیروسکوپ داخل ژیروستات شامل یک دیسک دوار است که با سرعت بالا می‌چرخد. این چرخش باعث تولید اینرسی زاویه‌ای می‌شود که طبق فرمول زیر محاسبه می‌شود:
{\displaystyle \mathbf {L} =I\cdot \mathbf {\omega } }
در این فرمول، {\displaystyle \mathbf {L} } اینرسی زاویه‌ای، {\displaystyle I} ممان اینرسی، و {\displaystyle \mathbf {\omega } } سرعت زاویه‌ای است. اینرسی زاویه‌ای یک کمیت برداری است که جهت آن مطابق با جهت محور چرخش است.

### پایدارسازی ژیروسکوپی (Gyroscopic Stability)
ژیروستات به دلیل قانون پایستگی اینرسی زاویه‌ای تمایل به حفظ جهت محور چرخش دارد. این قانون بیان می‌کند که در غیاب گشتاور خارجی، اینرسی زاویه‌ای یک سیستم ثابت می‌ماند. بنابراین، ژیروستات در برابر تغییرات جهت و نیروهای خارجی مقاومت می‌کند.

### پریسشن (Precession)
اگر یک گشتاور خارجی به محور ژیروسکوپ وارد شود، محور ژیروسکوپ تغییر جهت می‌دهد که به این پدیده پریسشن گفته می‌شود. سرعت پریسشن ({\displaystyle \mathbf {\Omega } }) با رابطه زیر تعیین می‌شود:
{\displaystyle \mathbf {\Omega } ={\frac {\mathbf {\tau } }{\mathbf {L} }}}
در این رابطه، {\displaystyle \mathbf {\tau } } گشتاور وارد شده و {\displaystyle \mathbf {L} } اینرسی زاویه‌ای است. این رابطه نشان می‌دهد که سرعت پریسشن متناسب با گشتاور وارد شده و معکوساً متناسب با اینرسی زاویه‌ای است.

### نوتیشن (Nutation)
در صورتی که محور چرخش ژیروسکوپ علاوه بر پریسشن، نوسانات کوچکی نیز داشته باشد، این حرکت به عنوان نوتیشن شناخته می‌شود. نوتیشن‌ها معمولاً در اثر تغییرات لحظه‌ای در گشتاورهای خارجی به وجود می‌آیند و منجر به نوسانات کوچکی در جهت محور چرخش می‌شوند.

## معادلات حرکت ژیروستات
حرکت ژیروستات توسط معادلات دیفرانسیل پیچیده‌ای توصیف می‌شود که از قوانین نیوتن و معادلات اویلر برای اجسام صلب مشتق شده‌اند. معادلات اصلی حرکت برای ژیروستات به صورت زیر است:
{\displaystyle \mathbf {I} \cdot {\frac {d\mathbf {\omega } }{dt}}+\mathbf {\omega } \times (\mathbf {I} \cdot \mathbf {\omega } )=\mathbf {\tau } }
در این معادله:
- {\displaystyle \mathbf {I} } ماتریس ممان اینرسی ژیروستات است.
- {\displaystyle \mathbf {\omega } } بردار سرعت زاویه‌ای است.
- {\displaystyle \mathbf {\tau } } بردار گشتاور وارد شده به ژیروستات است.

این معادلات نشان می‌دهند که چگونه گشتاورهای وارد شده به ژیروستات باعث تغییرات در سرعت زاویه‌ای و در نتیجه تغییر جهت محور چرخش می‌شوند.

## حق ثبت آمریکا
در طبقه‌بندی USPTO محل عمومی برای ژیروسکوپ کلاس ۷۴،Machine element or mechanism، و طبقهٔ فرعی ۵R می‌باشد. هر حجم چرخانی خواص و رفتار ژیروسکوپ دارد ولی این وسیله‌ها شامل اینکه حداقل یک محور نوسان حاضر باشد. ترکیب ژیروسکوپ با وسایل دیگر در طبقه‌بندی فرعی ۵٫۲۲ قرار دارند.

## مطالعه بیشتر
- Felix Klein and Arnold Sommerfeld, "Über die Theorie des Kreisels" (Tr. , About the theory of the gyroscope). Leipzig, Berlin, B.G. Teubner, 1898–1914. 4 v. illus. 25 cm.
- Audin, M. Spinning Tops: A Course on Integrable Systems. New York: Cambridge University Press, 1996.
- One-Wheeled Robot-Gyrostat by Olga Kapustina and Yuri Martynenko Wolfram Demonstrations Project

ژیروسکوپ چیست؟ - سیسوگ